# 菅原克己
菅原 克己（すがわら かつみ、1911年1月22日 - 1988年3月31日）は、昭和期の詩人。宮城県出身。1927年に室生犀星の『愛の詩集』を読んだことをきっかけにその口語自由詩に影響を受け、私淑する。日本共産党員の時期もあったが、1961年の第8回党大会前に、党の紀律にそむき、意見書や声明を発表し、除名された。新日本文学会の中心メンバーのひとりとしての活動を続けながら詩作を続け、日本文学学校の講師も担当した。

## 来歴
1911年、宮城県亘理郡亘理町に生まれる。父新兵衛、母金の第四子。1914年、父が県視学となり、仙台市に移住。1917年、宮城県立師範学校附属小学校卒業、父が勤務先の角田高等女学校の校長室で急死。宮城県立第一中学校入学。1924年、関東大震災後の東京に移転した家族を追って上京。1927年、東京府豊島師範学校（現東京学芸大学）入学。
1928年、姉たか子の影響で詩作を開始。1930年、同級生の小森武と知り合い、勉強サークル「読書会」を結成。師範学校寄宿生のストライキに参加、池袋署で特高に拷問を受け、退学。1931年、日本美術学校入学。長谷川七郎と知り合う。小森武に「全協・日本一般使用人組合」の機関誌印刷を頼まれたことをきっかけにプリンターとして働き始める。1932年結核に罹患し、日本美術学校に出席しなくなる。1933年、日本美術学校除籍となる。この時期から師範学校時代の友人の紹介で日本共産党の活動に没頭し、1934年には党籍は持たないまま、非合法時代の共産党機関誌『アカハタ』のガリ版刷りを担当する。1935年、逮捕され半年ほど拘留されるが、病状悪化もあり起訴保留で釈放。
1936年、長谷川七郎の紹介で秋山清と知り合う。姉たか子の紹介により小熊秀雄と会う。

1938年、当時37歳の岡本潤と初めて会った。のちに『遠い城　ある時代と人の思い出のために』（1977年）の中で、菅原はその時のことを以下のように回想している。
黒いふさふさした髪をかきあげながら、岡本さんは颯爽としていて、いかにも狷介な詩人に思え、ぼくが抱えていたイメージそのままであった。この少し後だったろうか、『詩行動』の若い連中だけで『詩作』といううすい同人誌を出し（これは一号でつぶれた）、ぼくはフィリップ（シャルル＝ルイ・フィリップ）のことを書いた詩を出したが、その最後の行に、「天使のような」という形容詞をつかって、岡本さんに「天使のようなというのはイカン、何が天使だ」ととっちめられたのを覚えている
1939年、伊東屋の宣伝部に就職、1942年まで勤める。1944年、召集令状を受けるが、右肺胸膜炎のため9日間で帰される。1945年、東京大空襲で家を焼失したため、秋山清のアパートの一室に避難する。
1947年、日本共産党入党。世田谷区北沢池の上地区の中心として活動する。1949年、第二次「コスモス」同人。1952年、詩誌「列島」創刊同人。1955年、日本文学学校の講師・校務委員となり、「生活と文学」編集部を小林勝とともに担当。『死の灰詩集』をめぐって鮎川信夫批判を執筆し、詩作の転機となる。1960年「現代詩の会」運営委員・事務局長に選ばれ、会の解散まで職務にあたる。樺美智子の死のショックを受けて書いた長編詩「群衆は背中しか見せない」がNHKラジオで放送される。1962年、日本共産党を除名された。
1983年、日本文学学校を退職。1987年、脳梗塞とパーキンソン病の診断を受け、翌年死去した。

## 詩集
- 『手』（1951年12月、木馬社）
- 『日の底』（1958年12月、飯塚書店）
- 『陽の扉』（1966年3月、東京出版センター）
- 『遠くと近くで』（1969年7月、東京出版センター）
- 『現代詩文庫49 菅原克己詩集』（1972年、思潮社）
- 『叔父さんの魔法』（1975年、朔人社）
- 『定本菅原克己詩集』（1979年10月、永井出版企画）
- 『夏の話』（1981年10月、土曜美術社）
- 『日々の言づけ』（1984年8月、編集工房ノア）
- 『一つの机』（1988年4月、西田書店）
- 『菅原克己全詩集』（2003年7月、西田書店）
- 『陽気な引っ越し―菅原克己のちいさな詩集』（2005年3月、西田書店）

## 小説・エッセイ集
- 『遠い城 ある時代と人の思い出のために』（1977年6月、創樹社） のち西田書店で再刊 1993年9月
- 『詩の鉛筆手帖 詩の好きな若い人たちに』（1981年7月、土曜美術社）